# Systematik der Narzissen
Die Systematik der Narzissen wurde lange kontrovers diskutiert. Auch die Anzahl der Arten, die zur Gattung der Narzissen (Narcissus) gehören, wird kontrovers diskutiert.
Die Gattung Narcissus gehört zur Tribus Narcisseae in der Unterfamilie Amaryllidoideae innerhalb der Familie Amaryllidaceae.

## Botanische Geschichte
Die Gattung der Narzissen (Narcissus) ist im Laufe der botanischen Geschichte mehrfach nach unterschiedlichen Kriterien klassifiziert worden. 1966 wurde eine Einteilung durch Frederick Gustav Meyer vorgenommen, der viele deutsche Gärtnereien folgen. In England und in wissenschaftlichen Kreisen wurde dagegen lange Zeit der 1968 veröffentlichten Einteilung von Abilio Fernandes gefolgt. Einige Zeit folgte man der 1990 durch John W. Blanchard veröffentlichten Klassifikation oder verwendete die von Walter Erhardt 1993. Nach molekulargenetischen Untersuchungen erfolgte eine neuere Systematik durch Bernardus Joannes Maria Zonneveld 2008.
Die Gattung Narcissus wurde 1753 durch Carl von Linné in Species Plantarum, 1, S. 289 genannt. Typusart ist Narcissus poeticus L. Allein für diese Art sind seitdem 23 Vorschläge für Unterarten dokumentiert, von denen aber derzeit nur vier akzeptiert sind. Insgesamt sind in dieser Datenbank für die Gattung Narzissus nahezu 1000 Einträge von Artnamen, Unterarten sowie Synonyme zu finden Dulac. Das zeigt die große Variabilität der Gattung, die eine Einteilung in wenige unterscheidbare Arten erschwert. Die taxonomischen Schwierigkeiten sind bedingt durch die nah beieinanderliegenden Verbreitungsgebiete der Arten in der mediterranen Flora und der damit verbundenen hohen Wahrscheinlichkeit des Entstehens von Hybriden. Des Weiteren kommt es zur Naturalisierung von Pflanzen aus Zucht- und Kulturbeständen. Die mit Stand 2014 etwa 52 anerkannten Arten sind in elf Sektionen unterteilt.
Die aus den Wildnarzissen gezüchteten Hybriden, die mittlerweile mehr als 24.000 Sorten umfassen, werden gleichfalls klassifiziert. Dies ist in der Klassifizierung der Narzissen ausführlich dargestellt.

## Gliederung der Gattung nach Zonneveld 2008
Es werden nur noch etwa 52 Arten und etwa 60 Natur-Hybriden akzeptiert, darunter nur wenige Subtaxa. Molekulargenetische Untersuchungen bestätigten die Gliederung in Untergattungen und Sektionen. Eine neuere Systematik ist die von Zonneveld 2008:
Die Sektionen (mit jeweiliger Typus-Art) nach Zonneveld (2008) und Mathew (2002), der die Sektionen in Untersektionen einteilt.
- Apodanthi (Narcissus calcicola)
- Bulbocodium (Narcissus bulbocodium)
- Ganymedes (Narcissus triandrus)
- Jonquillae (Narcissus jonquilla)
- Juncifolii (Narcissus assoanus)
- Narcissus (Narcissus poeticus)
- Nevadensis (Narcissus nevadensis)
- Pseudonarcissus (Narcissus pseudonarcissus)
- Tapeinanthus (Narcissus cavanillesii)
- Serotini (Narcissus serotinus)
- Tazettae (Narcissus tazetta)

Eine Liste der akzeptierten Arten nach Sektionen geordnet gemäß der Royal Horticultural Society, siehe RHS Botanical Classification (Stand September 2013), die dem International Daffodil Register zugrunde liegt.
| Wiss. Name | Autor                                               | Trivialname                                                              | Abbildung | Verbreitung                                                                            |
| --- | --------------------------------------------------- | ------------------------------------------------------------------------ | --- | -------------------------------------------------------------------------------------- |
| Untergattung Hermione (Haw.) Spach Typus-Art: N. tazetta |                                                     |                                                                          | |                                                                                        |
| Section Aurelia (Gay) Baker Narcissus broussonetii (eingegliedert in Tazettae, 2008) |                                                     |                                                                          | |                                                                                        |
| Section Serotini Parlatore |                                                     |                                                                          | |                                                                                        |
| Narcissus obsoletus syn. Narcissus miniatus | (Haw.) Spach Donnison-Morgan, Koopowitz & Zonneveld |                                                                          | weitere Abbildungen: 1 – 2 | westlicher, nördlicher und östlicher Mittelmeerraum Karte                              |
| Narcissus serotinus (Typus-Art) | L.                                                  |                                                                          | weitere Abbildungen: 1 – 2 | Spanien, Nordwest-Afrika weitere Karte                                                 |
| Section Tazettae de Candolle |                                                     |                                                                          | |                                                                                        |
| Narcissus broussonetii (Anm. 1) | Lag. y Seg.                                         |                                                                          | weitere Abbildungen | Nord-Afrika Karte                                                                      |
| Narcissus dubius (Anm. 2) | Gouan                                               |                                                                          | weitere Abbildungen: 1 – 2 – 3 – 4 | Nordwest-Spanien, Süd-Frankreich weitere Karte                                         |
| Narcissus elegans | (Haw.) Spach                                        |                                                                          | Abbildungen: 1 – 2 | westliches Mittelmeer Karte (Memento vom 31. Dezember 2014 im Webarchiv archive.today) |
| Narcissus papyraceus syn. Narcissus barlae | Ker Gawl. Parlatore                                 | Weihnachts-Narzisse                                                      | weitere Abbildungen: 1 – 2 | Nordwest-Afrika, westlicher und nördlicher Mittelmeerraum weitere Karte                |
| Narcissus tazetta (Typus-Art) | L.                                                  | Strauß-Narzisse                                                          | weitere Abbildungen: 1 – 2 – 3 – 4 | Mittelmeerraum, Naher Osten Karte                                                      |
| Subgenus Narcissus L. (Typus-Art): N. poeticus |                                                     |                                                                          | |                                                                                        |
| Section Apodanthi A.Fernandes |                                                     |                                                                          | |                                                                                        |
| Narcissus albimarginatus | D.Müll.-Doblies & U.Müll.-Doblies                   |                                                                          | Abbildungen | Marokko Karte                                                                          |
| Narcissus calcicola (Typus-Art) | Mendonça                                            |                                                                          | weitere Abbildungen: 1 – 2 – 3 (als N. scaberulus subsp. calcicola) | weitere Karte                                                                          |
| Narcissus rupicola syn. Narcissus atlanticus | Dufour ex Schult.f. Stern                           |                                                                          | weitere Abbildungen: 1 – 2 – 3 | Portugal, Spanien Marokko weitere Karte                                                |
| Narcissus scaberulus | Henriq.                                             |                                                                          | Abbildungen: 1 – 2 | weitere Karte                                                                          |
| früher: Narcissus cuatrecasasii Fern. Casas (eingegliedert in Jonquillae) |                                                     |                                                                          | |                                                                                        |
| Section Bulbocodium de Candolle |                                                     |                                                                          | |                                                                                        |
| Narcissus bulbocodium (Typus-Art) | L.                                                  | Reifrock-Narzisse                                                        | weitere Abbildungen: 1 – 2 – 3 | Frankreich, Spanien Karte                                                              |
| Narcissus cantabricus | DC.                                                 |                                                                          | weitere Abbildungen: 1 – 2 – 3 | Spanien, Nordwest-Afrika weitere Karte                                                 |
| Narcissus foliosus | (Maire) Fern. Casas                                 |                                                                          | Abbildung (als N. cantabricus subsp. cantabricus var. foliosus) | Marokko Karte (Memento vom 1. Januar 2015 im Webarchiv archive.today)                  |
| Narcissus hedraeanthus | (Webb & Heldr.) Colmeiro                            |                                                                          | weitere Abbildungen: 1 – 2 | weitere Karte                                                                          |
| Narcissus nivalis | Graells                                             |                                                                          | Abbildung (als Narcissus bulbocodium ssp. bulbocodium var. nivalis) | Spanien, Portugal Karte (Memento vom 1. Januar 2015 im Webarchiv archive.today)        |
| Narcissus obesus | Salisb.                                             |                                                                          | weitere Abbildungen: 1 – 2 | weitere Karte                                                                          |
| Narcissus romieuxii | Braun-Blanq. & Maire                                |                                                                          | weitere Abbildungen: 1 – 2 | Marokko Karte                                                                          |
| Zweifelhaft - Narcissus hesperidis Fern. Casas - Narcissus jeanmonodii Fern. Casas - Narcissus tingitanus Fern. Casas |                                                     |                                                                          | |                                                                                        |
| Section Ganymedes (Haworth) Schultes f. |                                                     |                                                                          | |                                                                                        |
| Narcissus lusitanicus | Dorda & Fern. Casas                                 |                                                                          | Blüte von Narcissus lusitanicus | Portugal Karte (Memento vom 1. Januar 2015 im Webarchiv archive.today)                 |
| Narcissus pallidulus syn. Narcissus cernuus (Anm. 3) | Graells Salisb.                                     |                                                                          | Abbildung (als N. triandrus subsp. pallidulus) | Spanien, Portugal Karte (Memento vom 1. Januar 2015 im Webarchiv archive.today)        |
| Narcissus triandrus (Anm. 4) (Typus-Art) | L.                                                  | Engelstränen-Narzisse                                                    | weitere Abbildungen: 1 – 2 | Frankreich Spanien, Portugal Karte                                                     |
| Section Jonquilla de Candolle (Anm. 5) |                                                     |                                                                          | |                                                                                        |
| Narcissus blanchardii syn. Narcissus flavus (Anm. 6) | Zonn. stat. nov. Lag.                               |                                                                          | Abbildungen: 1 (als N. flavus) – 2 | Portugal, Spanien Karte                                                                |
| Narcissus cuatrecasasii (Anm. 7) | Fern. Casas, Lainz & Ruiz Rejon                     |                                                                          | weitere Abbildungen: 1 – 2 – 3 | Spanien, Marokko weitere Karte                                                         |
| Narcissus jonquilla (Typus-Art) | L.                                                  | Jonquille                                                                | weitere Abbildungen: 1 – 2 – 3 | weitere Karte                                                                          |
| Narcissus viridiflorus | Schousb.                                            |                                                                          | weitere Abbildungen: 1 – 2 – 3 | Gibraltar Marokko Karte                                                                |
| Section Juncifolii (A. Fern.) Zonn. sect nov. (Anm. 8) |                                                     |                                                                          | |                                                                                        |
| Narcissus assoanus (Typus-Art) | Dufour                                              |                                                                          | weitere Abbildungen: 1 – 2 – 3 | Ost-Spanien, Süd-Frankreich weitere Karte                                              |
| Narcissus gaditanus | Boiss. & Reuter                                     |                                                                          | weitere Abbildungen: 1 – 2 – 3 | weitere Karte                                                                          |
| Section Narcissus L. |                                                     |                                                                          | |                                                                                        |
| Narcissus poeticus (Typus-Art) | L.                                                  | - Dichternarzisse - Echte Narzisse - Weiße Narzisse                      | weitere Abbildungen: 1 – 2 – 3 – 4 | Mitteleuropa Karte                                                                     |
| Section Nevadensis Zonn. sect. nov. (Anm. 9) |                                                     |                                                                          | |                                                                                        |
| Narcissus bujei (Anm. 10) | Fern. Casas                                         |                                                                          | Abbildungen: 1 (als N. hispanicus subsp. bujei [syn. N. bujei, N. bugei, N. longispathus var bujei]) 2 (als N. pseudonarcissus subsp. nevadensis [syn. N. bugei, N. longispathus]) | Süd-Spanien Karte                                                                      |
| Narcissus longispathus (Anm. 11) | Pugsley                                             |                                                                          | weitere Abbildung | Süd-Spanien Karte (Memento vom 1. Januar 2015 im Webarchiv archive.today)              |
| Narcissus nevadensis (Typus-Art) | Pugsley                                             |                                                                          | weitere Abbildung | weitere Karte                                                                          |
| Section Pseudonarcissus de Candolle (Anm. 12) Trompeten-Narzissen |                                                     |                                                                          | |                                                                                        |
| Narcissus abscissus | (Haw.) Roem. & Schult.f.                            |                                                                          | Abbildungen | Spanien, Süd-Frankreich weitere Karte                                                  |
| Narcissus asturiensis | (Jord.) Pugsley                                     |                                                                          | weitere Abbildungen: 1 – 2 (als N. minor subsp. asturiensis) | Nord-Spanien, Portugal Karte (Memento vom 3. Januar 2015 im Webarchiv archive.today)   |
| Narcissus cyclamineus | DC.                                                 | Alpenveilchen-Narzisse                                                   | weitere Abbildungen: 1 – 2 – 3 | Portugal, NW Spanien Karte                                                             |
| Narcissus jacetanus | Fern. Casas                                         |                                                                          | weitere Abbildungen: 1 – 2 | Nordost-Spanien Karte                                                                  |
| Narcissus moleroi | Fern. Casas                                         |                                                                          | Abbildungen: 1 (als N. moschatus) 2 (als N. moschatus [syn. N. alpestris, N. moleroi])                                                                                             | weitere Karte                                                                          |
| Narcissus primigenius | (Fern. Suárez ex M. Laínz) Fern. Casas & Laínz      |                                                                          | Abbildungen | Nordwest-Spanien (als N. pseudonarcissus var. primigenius)                             |
| Narcissus pseudonarcissus (Typus-Art) | L.                                                  | - Osterglocke - Trompeten-Narzisse - Gelbe Narzisse - Falscher Narzissus | weitere Abbildungen: 1 – 2 – 3 – 4 | Westeuropa Karte                                                                       |
| früher: - Narcissus alcaracensis syn. Narcissus longispathus - Narcissus confusus Pugsley syn. Narcissus pseudonarcissus - Narcissus hispanicus Gouan syn. Narcissus pseudonarcissus (Spanische Narzisse) - Narcissus longispathus (geändert nach Nevadensis) - Narcissus minor syn. Narcissus pseudonarcissus (Kleine Wildnarzisse) - Narcissus moschatus syn. Narcissus pseudonarcissus (Weiße Narzisse) - Narcissus nevadensis Pugsley (geändert nach Nevadensis) - Narcissus obvallaris syn. Narcissus pseudonarcissus (Tenby-Narzisse) - Narcissus radinganorum Fern. Casas syn. Narcissus pseudonarcissus |                                                     |                                                                          | |                                                                                        |
| Section Tapeinanthus (Herbert) Traub |                                                     |                                                                          | |                                                                                        |
| Narcissus cavanillesii | Barra & G. López                                    |                                                                          | weitere Abbildungen: 1 – 2 – 3 | Portugal, Spanien, Nordwest-Afrika weitere Karte                                       |

Anmerkungen zur Tabelle:

## Naturhybriden
- Es gibt viele Hybriden die in der Natur entstanden oder in Kultur gezüchtet (siehe Klassifizierung der Narzissen) sind.
  - Naturhybriden sind:[1]
    - Narcissus × abilioi Fern.Casas
    - Narcissus × alejandrei Fern.Casas
    - Narcissus × alentejanus Fern.Casas
    - Narcissus × alleniae Donn.-Morg.
    - Narcissus × aloysii-villarii Fern.Casas
    - Narcissus × andorranus Fern.Casas
    - Narcissus × bakeri K.Richt.
    - Narcissus × boutignyanus Philippe
    - Narcissus × brevitubulosus A.Fern.
    - Narcissus × buxtonii K.Richt.
    - Narcissus × caramulensis P.Ribeiro, Paiva & H.Freitas
    - Narcissus × cardonae Lloret & Fern.Casas
    - Narcissus × carpetanus (Barra & G.López) Fern.Casas
    - Narcissus × carringtonii Rozeira
    - Narcissus × cazorlanus Fern.Casas
    - Narcissus × chevassutii Fern.Casas
    - Narcissus × christianssenii A.Fern.
    - Narcissus × compressus Haw.
    - Narcissus × confinalensis Uribe-Ech. & Urrutia
    - Narcissus × dordae Fern.Casas
    - Narcissus × felineri Fern.Casas
    - Narcissus × fosteri Lynch
    - Narcissus × georgemawii Fern.Casas
    - Narcissus × gredensis Fern.Casas
    - Narcissus × hannibalis A.Fern.
    - Narcissus × incomparabilis Mill.
    - Narcissus × incurvicervicus Barra & G.López
    - Narcissus × infundibulum Poir.
    - Narcissus × javieri (A.Fern.) Fern.Casas
    - Narcissus × libarensis Sánchez García & Mart.Ort.
    - Narcissus × litigiosus Amo
    - Narcissus × maginae Fern.Casas & Susanna
    - Narcissus × magnenii Rouy
    - Narcissus × martinoae Nava & Fern.Casado
    - Narcissus × medioluteus Mill.
    - Narcissus × montserratii Fern.Casas & Rivas Ponce
    - Narcissus × nutans Haw.
    - Narcissus × odorus L.
    - Narcissus × oiarbidei Fern.Casas & Uribe-Ech.
    - Narcissus × paivae (A.Fern.) Fern.Casas
    - Narcissus × perangustus Fern.Casas
    - Narcissus × perezlarae Font Quer
    - Narcissus × poculiformis Salisb.
    - Narcissus × ponsii-sorollae Fern.Casas
    - Narcissus × pravianoi Fern.Casas
    - Narcissus × pugsleyi Fern.Casas
    - Narcissus × pujolii Font Quer
    - Narcissus × rafaelii Patino & Uribe-Ech.
    - Narcissus × rogendorfii Batt. & Trab.
    - Narcissus × romoi Fern.Casas
    - Narcissus × rupidulus Fern.Casas & Susanna
    - Narcissus × somedanus Fern.Casado, Nava & Suárez Pérez
    - Narcissus × susannae Fern.Casas
    - Narcissus × taitii Henriq.
    - Narcissus × tenuior Curtis
    - Narcissus × tortifolius Fern.Casas
    - Narcissus × tuckeri Barra & G.López
    - Narcissus × urrutiae Fern.Casas & Uribe-Ech.
    - Narcissus × xaverii Nava & Fern.Casado

## Historische Systematik – Gliederung der Gattung nach Blanchard 1990

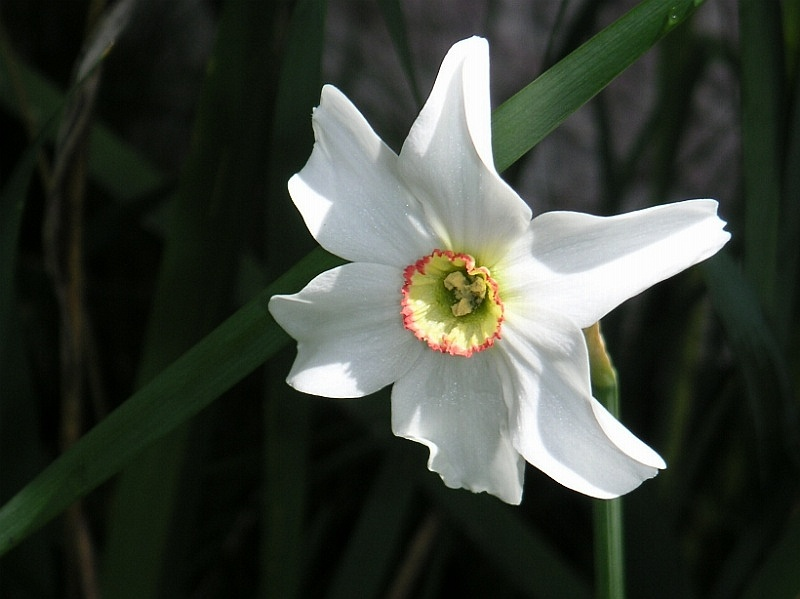
Weiße Narzisse (Narcissus poeticus)

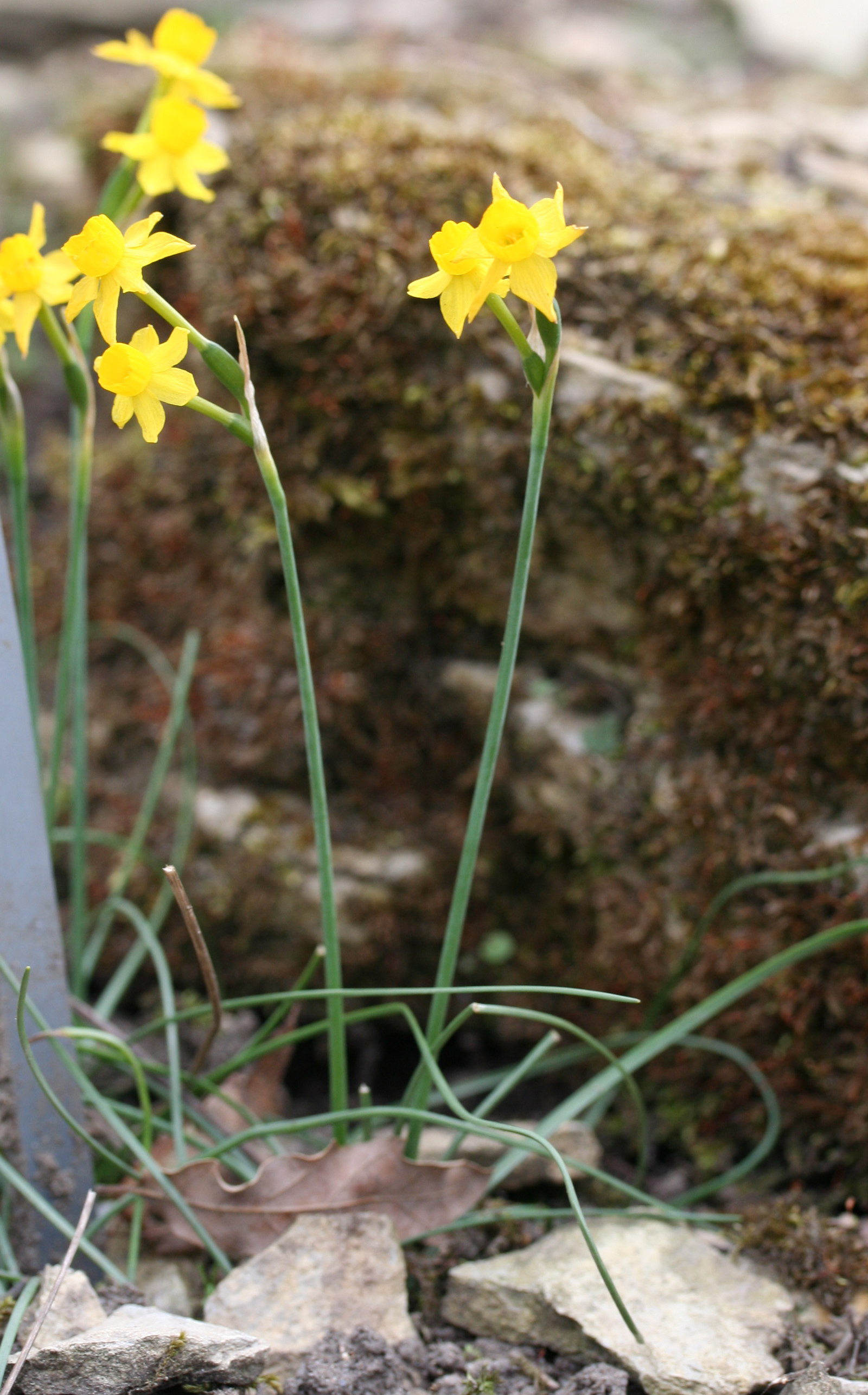
Narcissus gaditanus

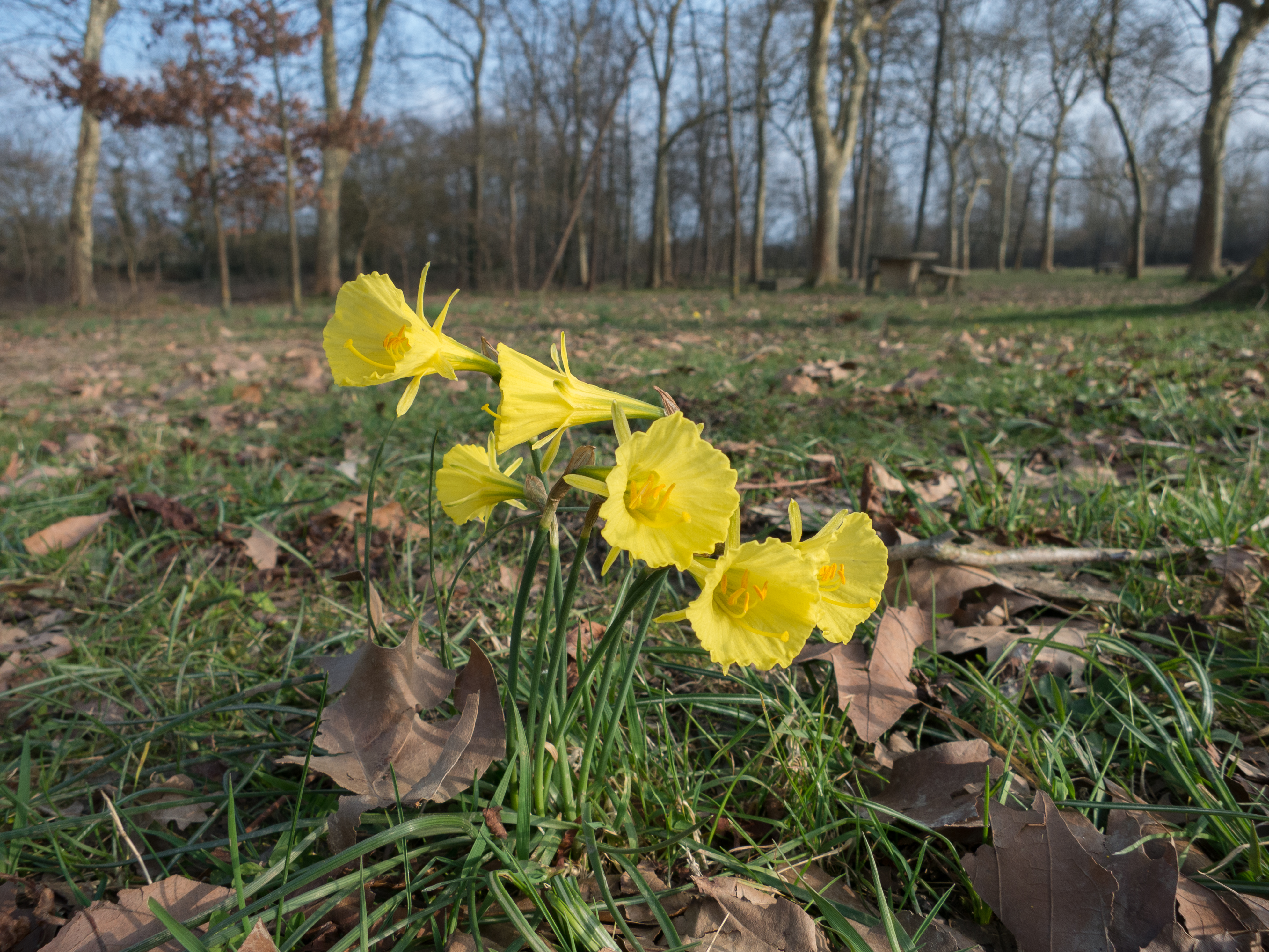
Reifrock-Narzisse (Narcissus bulbocodium var. citrinus)

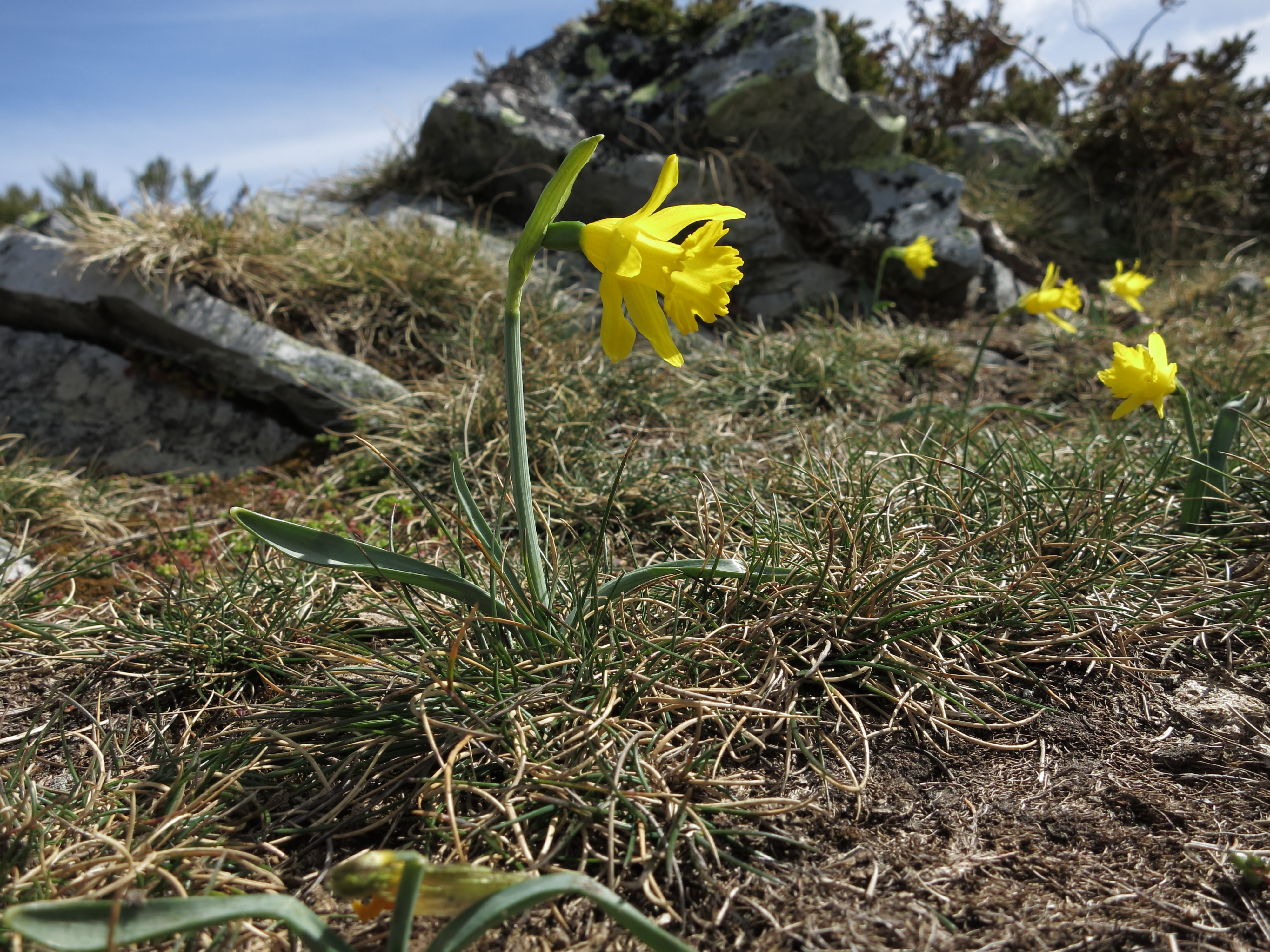
Narcissus asturiensis

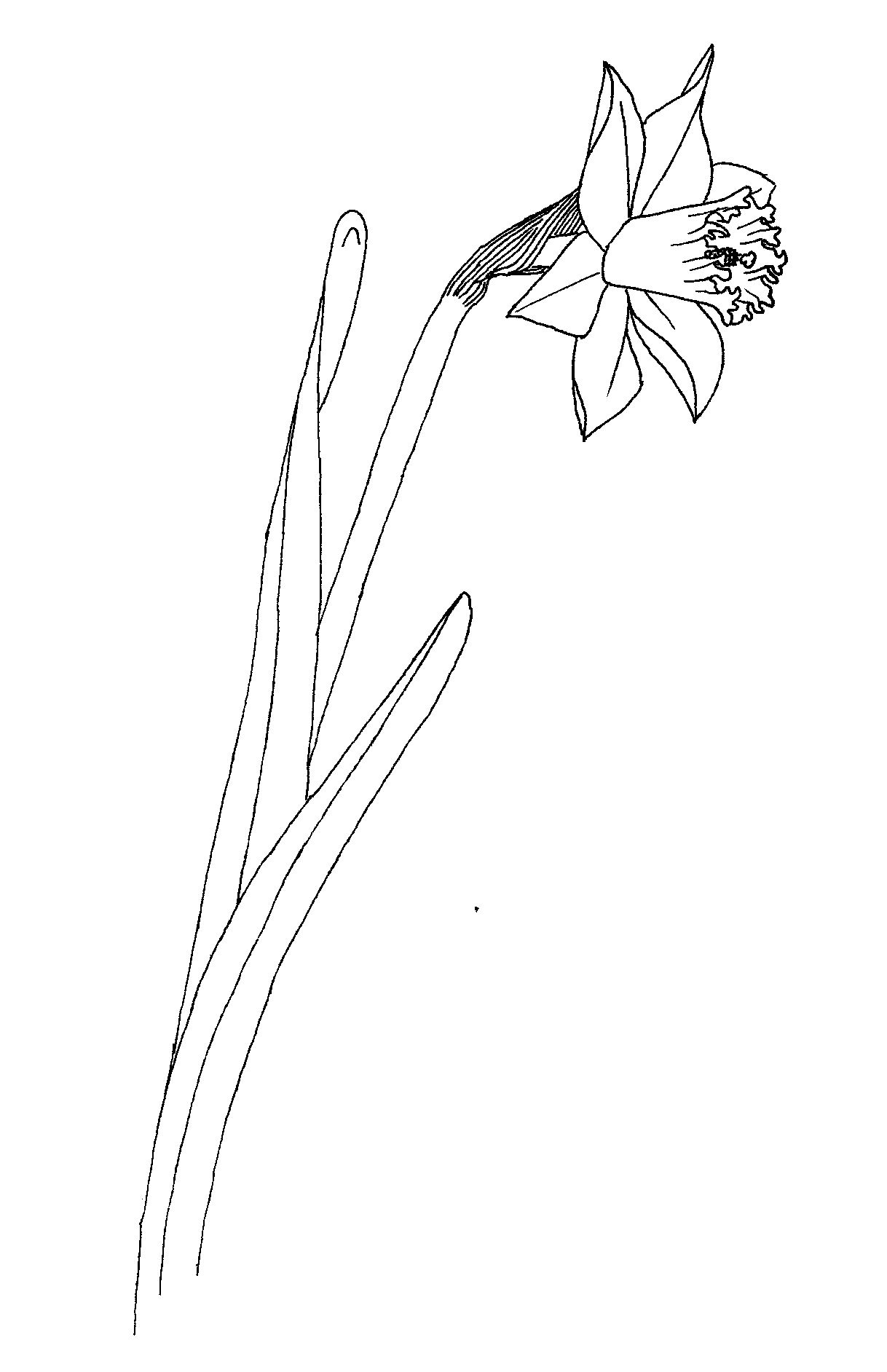
Zeichnung der Spanischen Narzisse (Narcissus hispanicus)

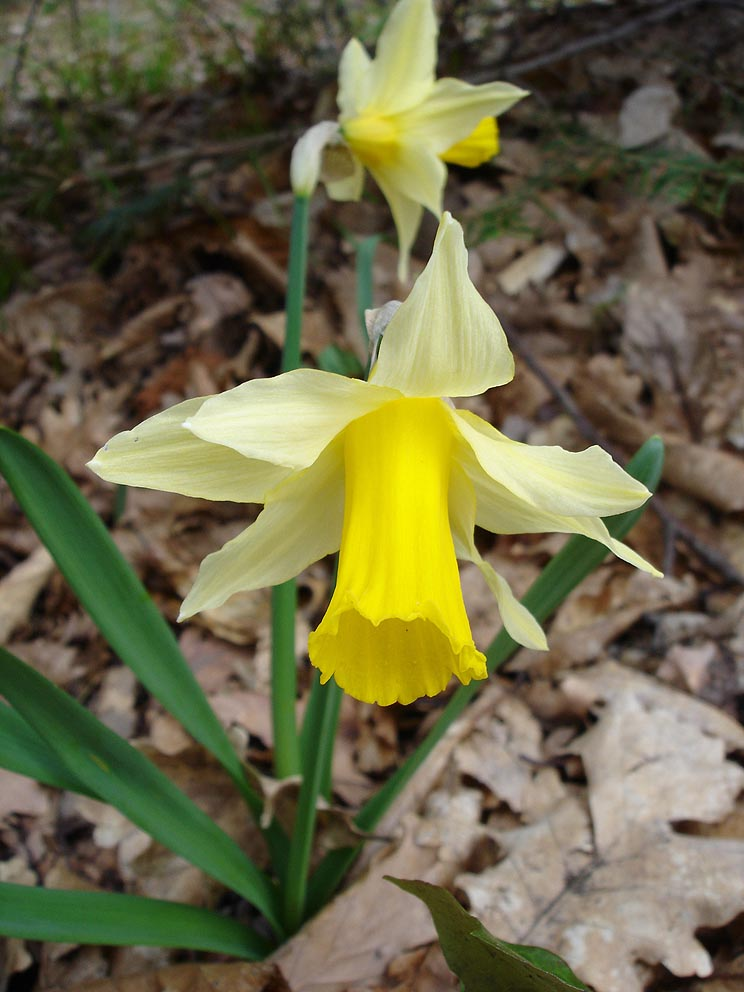
Gelbe Narzisse (Narcissus pseudonarcissus)

Walter Erhardt (1993) geht in seiner sehr umfassenden Darstellung der Gattung von 66 Arten aus, in The International Daffodil Register and Classified List 2008 wurden 85 Arten akzeptiert (Die nachfolgende Auflistung folgt dieser Liste). Hier wird eine Gliederung vor den Ergebnissen molekulargenetischer Untersuchungen dargestellt. Sie folgt einer alten Klassifikation aus dem Jahre 1990 durch John W. Blanchard, bei der noch viele Unterarten und Varietäten akzeptiert wurden:

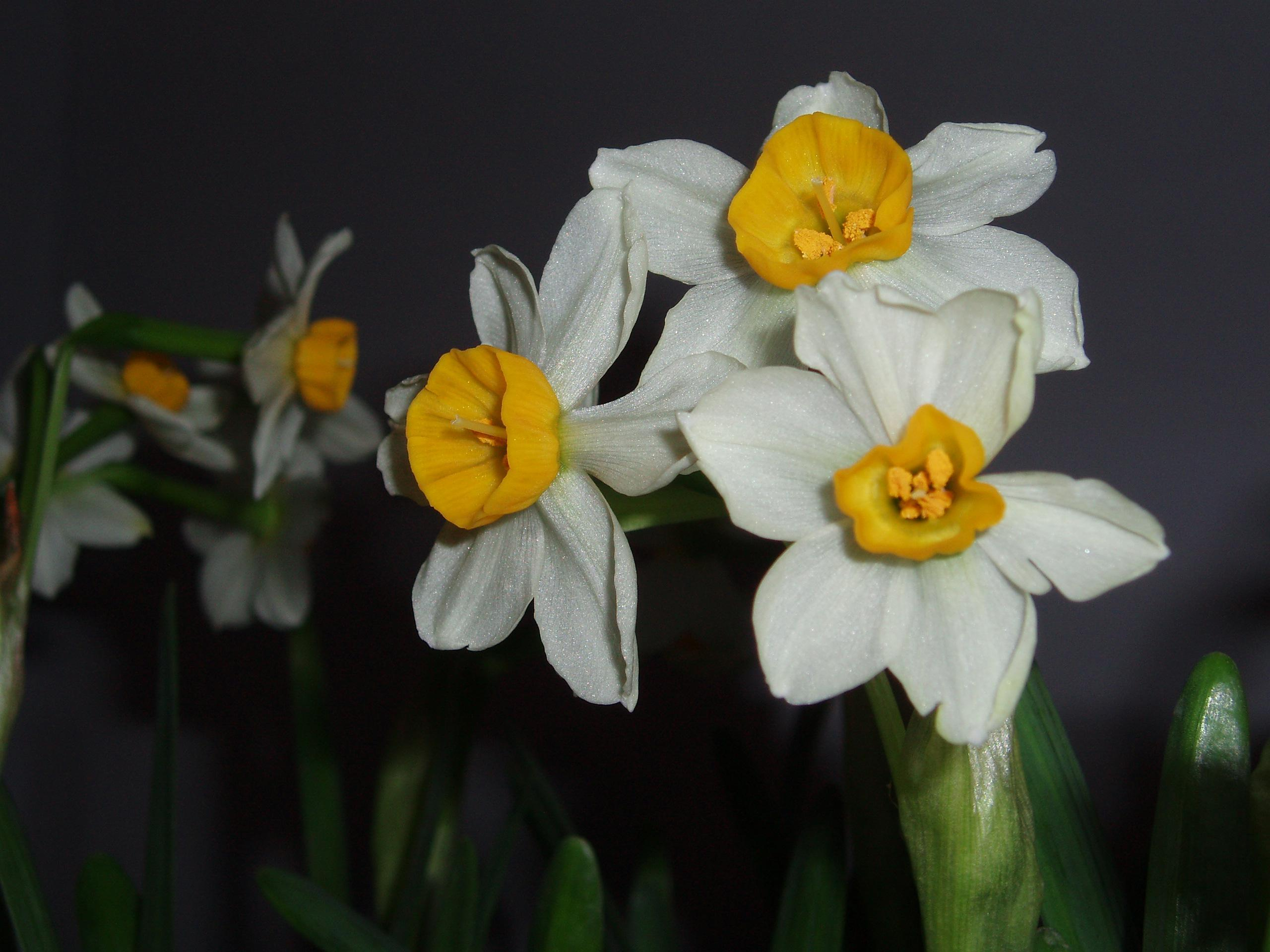
Strauß-Narzisse (Narcissus tazetta)

Sektion Tapeinanthus
Narcissus cavanillesii
Sektion Serotini
Narcissus serotinus
Narcissus serotinus var. emarginatus
Narcissus serotinus var. deficiens
Narcissus serotinus var. serotinus
Sektion Aurelia
Narcissus broussonetii
Sektion Tazettae
Narcissus barlae
Narcissus bertolonii:
Narcissus bertolonii var. algericus
Narcissus bertolonii var. bertolonii
Narcissus bertolonii var. discolor
Narcissus bertolonii var. primulinus
Narcissus canariensis
Narcissus corcyrensis
Narcissus cypri
Narcissus dubius:
Narcissus dubius var. dubius
Narcissus dubius var. micranthus
Narcissus elegans:
Narcissus elegans var. elegans
Narcissus elegans var. fallax
Narcissus elegans var. flavescens
Narcissus elegans var. intermedius
Narcissus elegans var. oxypetalus
Italienische Narzisse (Narcissus italicus)
Narcissus pachybolbus
Narcissus panizzianus
Weihnachts-Narzisse (Narcissus papyraceus)
Narcissus patulus
Narcissus polyanthos
Narcissus puccinellii
Strauß-Narzisse (Narcissus tazetta):
Goldgelbe Narzisse (Narcissus tazetta subsp. aureus)
Narcissus tazetta subsp. corcyrensis
Narcissus tazetta subsp. gussonei
Narcissus tazetta subsp. lacticolor
Narcissus tazetta subsp. ochroleucus
Narcissus tazetta subsp. tazetta
Narcissus tortifolius
Sektion Narcissus
Weiße Narzisse, auch Dichternarzisse genannt (Narcissus poeticus):
Narcissus poeticus var. poeticus
Narcissus poeticus var. hellenicus
Narcissus poeticus var. majalis
Narcissus poeticus var. physaloides
Pfauenaugen-Narzisse (Narcissus poeticus var. recurvus)
Narcissus poeticus var. verbanensis
Stern-Narzisse (Narcissus radiiflorus)
Narcissus radiiflorus var. radiiflorus
Narcissus radiiflorus var. exertus
Narcissus radiiflorus var. petarum
Narcissus radiiflorus var. stellaris
Sektion Jonquillae
Narcissus assoanus:
Narcissus assoanus subsp. assoanus
var. assoanus
var. palearensis
var. pallens
var. parviflorus
Narcissus assoanus subsp. praelongus
Narcissus fernandesii:
Narcissus fernandesii var. cordubensis
Narcissus fernandesii var. fernandesii
Narcissus fernandesii var. major
Narcissus gaditanus
Jonquille (Narcissus jonquilla):
Narcissus jonquilla var. henriquesii
Narcissus jonquilla var. jonquilla
Narcissus jonquilla var. minor
Narcissus jonquilla var. stellaris
Narcissus minutiflorus
Narcissus rivasmartinezii
Narcissus viridiflorus
Narcissus willkommii
Sektion Apodanthae
Narcissus albimarginatus
Narcissus atlanticus
Narcissus calcicola
Narcissus cuatrecasasii:
Narcissus cuatrecasasii var. cuatrecasasii
Narcissus cuatrecasasii var. segimonensis
Narcissus rupicola:
Narcissus rupicola subsp. rupicola
Narcissus rupicola subsp. marvieri
Narcissus rupicola subsp. watieri
Narcissus scaberulus
Sektion Ganymedes
Engelstränen-Narzisse (Narcissus triandrus):
Narcissus triandrus subsp. triandrus
var. alejandrei
var. concolor
var. loiseleurii
var. pulchellus
var. triandrus
Narcissus triandrus subsp. lusitanicus
Narcissus triandrus subsp. pallidulus
var. paivae
var. pallidulus
Sektion Bulbocodium
Narcissus bulbocodium:
Narcissus bulbocodium subsp. bulbocodium
Reifrock-Narzisse (Narcissus bulbocodium var. bulbocodium)
var. citrinus
var. conspicuus
var. ectandrus
var. graellsii
var. nivalis
var. pallidus
var. serotinus
var. tenuifolius
Narcissus bulbocodium subsp. obesus
Narcissus bulbocodium subsp. praecox
var. paucinervis
var. praecox
Narcissus bulbocodium subsp. quintanilhae
Narcissus bulbocodium subsp. validus
Narcissus cantabricus:
Narcissus cantabricus subsp. cantabricus
var. cantabricus
var. eu-albidus
var. foliosus
var. kesticus
var. petunioides
Narcissus cantabricus subsp. luteolentus
Narcissus cantabricus subsp. monophyllus
Narcissus cantabricus subsp. tananicus
Narcissus hedraeanthus
Narcissus hesperidis
Narcissus jacquemoudii
Narcissus jeanmonodii
Narcissus juressianus
Narcissus peroccidentalis
Narcissus romieuxii:
Narcissus romieuxii subsp. romieuxii
var. mesatlanticus
var. rifanus
var. romieuxii
Narcissus romieuxii subsp. albidus
var. albidus
var. zaianicus
Narcissus subnivalis
Narcissus tingitianus
Sektion Pseudonarcissus
Narcissus abscissus:
Narcissus abscissus var. abscissus
Narcissus abscissus var. graciliflorus
Narcissus abscissus var. serotinus
Narcissus abscissus var. tubulosus
Narcissus albescens
Narcissus alcaracensis
Narcissus alpestris
Narcissus asturiensis:
Narcissus asturiensis var. asturiensis
Narcissus asturiensis var. brevicoronatus
Narcissus asturiensis var. tubulosus
Narcissus bicolor:
Narcissus bicolor var. bicolor
Narcissus bicolor var. concolor
Narcissus bicolor var. lorifolius
Narcissus confusus
Alpenveilchen-Narzisse (Narcissus cyclamineus)
Narcissus enemeritoi
Narcissus eugeniae
Narcissus fontqueri
Narcissus gayi:
Narcissus gayi var. gayi
Narcissus gayi var. praelongus
Spanische Narzisse (Narcissus hispanicus):
Narcissus hispanicus subsp. hispanicus
var. hispanicus
var. concolor
var. propinquus
var. spurius
Narcissus hispanicus subsp. bujei
Narcissus jacetanus:
Narcissus jacetanus subsp. jacetanus
Narcissus jacetanus subsp. vasconicus
Narcissus lagoi
Narcissus lobularis
Narcissus longispathus
Narcissus macrolobus
Narcissus minor:
Narcissus minor var. conspicuus
Narcissus minor var. minimus
Narcissus minor var. minor
Narcissus minor var. pumilus
Narcissus moleroi
Moschus-Narzisse (Narcissus moschatus)
Narcissus nanus
Narcissus nevadensis
Narcissus nobilis:
Narcissus nobilis var. leonensis
Narcissus nobilis var. nobilis
Narcissus obvallaris
Narcissus pallidiflorus:
Narcissus pallidiflorus var. intermedius
Narcissus pallidiflorus var. pallidiflorus
Narcissus parviflorus
Narcissus perez-chiscanoi
Narcissus portensis:
Narcissus portensis var. albido-tepaloideus
Narcissus portensis var. portensis
Narcissus primigenius
Provinzialische Narzisse (Narcissus provincialis)
Gelbe Narzisse, auch Osterglocke genannt, (Narcissus pseudonarcissus):
Narcissus pseudonarcissus subsp. pseudonarcissus
var. festinus
var. humilis
var. insignis
var. minoriformis
var. montinus
var. pisanus
var. platylobus
var. porrigens
var. pseudonarcissus
Narcissus pseudonarcissus subsp. calcicarpetanus
Narcissus pseudonarcissus subsp. eugeniae
Narcissus pseudonarcissus subsp. munozii-garmendiae
Narcissus pseudonarcissus subsp. pugsleyanus
Narcissus radinganorum
Narcissus segurensis
Narcissus tortuosus
Narcissus varduliensis
Narcissus yepesii

### Weiterführende Literatur
- Rocío Pérez, Pablo Vargas, Juan Arroyo: Convergent evolution of flower polymorphism in Narcissus (Amaryllidaceae). New Phytologist, Volume 161, Special Issue: Plant Speciation, 2004, S. 235–252. JSTOR:1514186, doi:10.1046/j.1469-8137.2003.00955.x
- S. W. Graham, S. C. Barrett: Phylogenetic reconstruction of the evolution of stylar polymorphisms in Narcissus (Amaryllidaceae). In: American Journal of Botany, Volume 91, Issue 7, 2004, S. 1007–1021. doi:10.3732/ajb.91.7.1007